# ورزشگاه ۱۹ مهر بجنورد
ورزشگاه ۱۹ مهر  یک ورزشگاه چندمنظوره در بجنورد، ایران است.
ورزشگاه ۱۹ مهر بجنورد دارای ۱۴ هزار و ۶۰۲ مترمربع فضای سرپوشیده و ۴۵ هزار متر مربع فضای روباز می‌باشد، همچنین این ورزشگاه دارای زمین چمن استاندارد به متراژ ۱۰ هزار مترمربع و پیست دو و میدانی است.

## افتتاحیه
این ورزشگاه که در سال ۱۳۸۵ شروع به ساخت شده در ۲۷ فروردین ۱۳۹۶ افتتاح شده و ظرفیت آن ۱۵٬۰۰۰ نفر می‌باشد.

## محل ورزشگاه
این ورزشگاه بزرگ در جاده بجنورد-اسفراین ساخته شده است.
این استادیوم سبب برگزاری میزبانی رقابت‌های لیگ کشوری فوتبال و دومیدانی و سایر رشته‌ها می‌شود.
این ورزشگاه از ورزشگاه های بزرگ بجنورد است ولی اکثر بازی های فوتبال و مسابقات دو میدانی در استادیوم تختی این شهر که از قدیمی ترین استادیوم های این شهر می باشد برگزار می شود.

## فرسودگی ورزشگاه
ورزشگاه ۱۹ مهر بجنورد که به عنوان پیشانی ورزش خراسان شمالی یاد می شود در سال ۱۳۹۶ به بهره برداری رسید ولی اکنون به دلیل نبود اعتبار در نگهداری و زیرساخت، روند فرسودگی را در پنجمین سال افتتاح آغاز کرده است.
ورزشگاهی که قرار بود زمانی محل هیاهوی جوانان با ذوقی باشد که همواره از کمبود امکانات این خطه رنج می برند، اکنون به مکانی امن برای لانه سازی کبوتران تبدیل شده است و انواع پرندگان در زیر سقف آن در آرامش کامل پرواز می کنند.
این در حالی است که خراسان شمالی در لیگ دسته دوم فوتبال تیم دارد و کماکان تیم بومی اترک تمرینات و مسابقات خود را در ورزشگاه کوچک و قدیمی تختی برگزار می کند اما هنوز شهروندان این استان محروم از حضور در ورزشگاه و تماشای بازی تیم محبوب شان محروم هستند.